# 영양 서석지
서석지(瑞石池)는 석문(石門) 정영방 선생이 1613년(광해군 5년)에 축조한 연못과 정자이다. 1979년 12월 31일 대한민국의 중요민속문화재 제108호로 지정되었다. 담양의 소쇄원, 보길도의 부용원과 함께 대한민국을 대표하는 3대 정원으로 꼽힌다.

## 개요
석문(石門) 정영방이 1613년(광해군 5년) 진성(眞城) 임천(臨川)(현 영양군 입압면 연당리)에 조성한 것으로 전해지는 연못과 정자이다. 정자인 경정(敬亭), 서재인 주일재(主一齋), 그리고 서하헌(棲霞軒), 수직사(守直舍) 등을 함께 축조하였다.
연못의 북변에는 주일재(主一齋) 앞으로 연못쪽으로 돌출된 석단을 만들어 사우단(四友壇)으로 이름을 지었고, 이곳에 소나무(松), 대나무(竹), 매화(梅), 국화(菊)를 심었다 한다.
연못의 물을 북동쪽 귀퉁이로 흘러들어와 남서쪽으로 흘러나가도록 되어있었다고 한다.
연못 안에는 60여개의 돌이 있는데 이를 서석(瑞石)이라고 부른다. 이중 19개는 이름을 가지고 있는데 그 이름은 다음과 같다.
옥성대(玉成臺), 상경석(尙絅石), 낙성석(落星石), 조천촉(調天燭), 수륜석(垂綸石), 어상석(魚牀石), 관란석(觀瀾石), 화예석(花蘂石), 상운석(祥雲石), 봉운석(封雲石), 난가암(爛柯岩), 통진교(通眞橋), 분수석(分水石), 와룡암(臥龍巖), 탁영반(濯纓盤), 기평석(棊坪石), 선유석(僊遊石), 쇄설강(灑雪矼), 희접암(戲蝶巖)
7월 중순 연못에 연꽃이 피어 그 아름다움을 더한다.

## 같이 보기
- 정영방

## 참고 자료
- 영양 서석지 - 국가유산청 국가유산포털